# Gotenrot

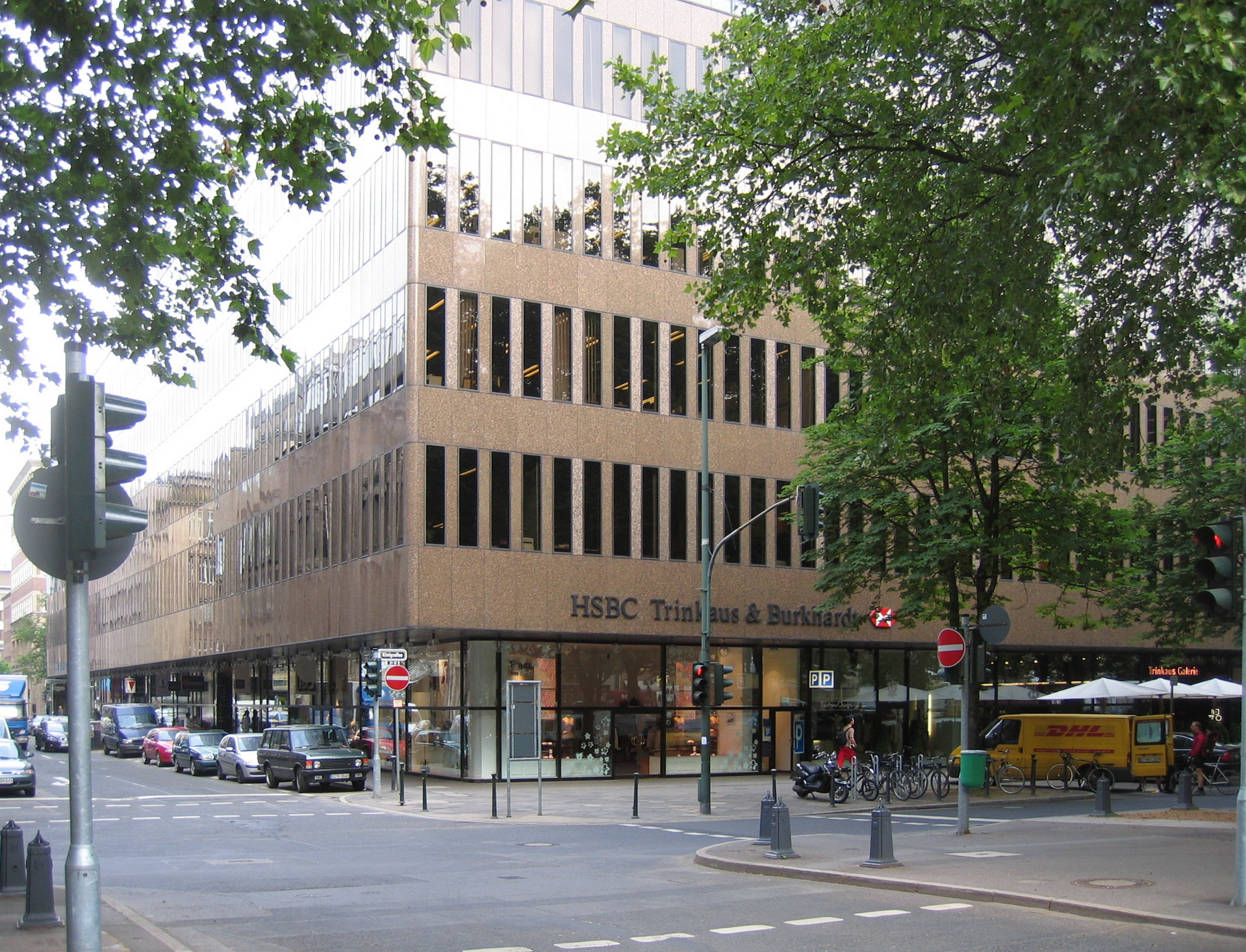
Fassade (1974) aus Gotenrot am Gebäude der Trinkaus-Bank in Düsseldorf

Gotenrot ist ein schwedischer Granit, der an der östlichen Küste des Småland in Steinbrüchen in der Nähe der Orte Askaremåla und Götebo gebrochen wird. Er entstand im Präkambrium.

## Namen
Der Name Gotenrot bezieht sich auf die Goten, ein ostgermanisches Volk. In den vergangenen Jahren wurde er unter dem Namen Imperial Red oder Rosso Imperiale exportiert. Mit diesen Namen werden allerdings auch andere Natursteine, beispielsweise aus Indien, auf dem Weltmarkt bezeichnet.

## Gesteinsbeschreibung und Mineralbestand
Es handelt sich um grobkörniges dunkelrotes Gestein. Es besteht aus 60 % Orthoklas, 30 % Quarz und 5 % Biotit. Plagioklas kommt in lediglich geringen Anteilen vor. Aufgrund seines hohen Anteils von Kalifeldspat wird er als Alkaligranit gesteinskundlich eingeordnet. Da es mehrere rotgefärbte schwedische handelsübliche Granite gibt, kann Gotenrot anhand der länglichen bis zu 20 mm angeordneten Orthoklasminerale unterschieden werden. 
Das Gestein variiert farblich kaum, lediglich die oberen Gesteinlagen, die allerdings kaum exportiert werden, sind durch beginnende Verwitterungsvorgänge heller.

## Verwendung
Gotenrot wurde bereits in zu Beginn des 20. Jahrhunderts mit diesem Namen nach Deutschland exportiert, später in weitere europäische Länder und nach Übersee.
Dieser Naturstein eignet sich im Bauwesen als Massivstein und für Innenausbauten, Steindenkmäler und Grabsteine. In der Innen- als auch in der Außenarchitektur findet Tranås als Bauzier und für Treppen- und Bodenbeläge und Fassaden Verwendung. Er wird auch in Bädern als Waschtisch und in Küchen als Arbeitsplatte, in der Bildhauerei und im Gartenbau für Pflaster und als Mauersteine vor allem regional in Schweden verwendet. 
Gotenrot-Fassaden befinden sich an den Hauptgebäuden der Sparkasse Dortmund und der Bank Trinkaus in Düsseldorf. 
Gotenrot ist frostfest und polierbar.